# Dagoberto Lara
Dagoberto Lara Soriano (16 aprile 1953) è un ex calciatore cubano, di ruolo difensore.

## Carriera
Con la Nazionale cubana ha partecipato alle Olimpiadi del 1976 e del 1980.